# Эуднедал
Эуднедал (норв. Audnedal) — коммуна в губернии Вест-Агдер в Норвегии. Административный центр коммуны — город Консму. Официальный язык коммуны — нейтральный. Население коммуны на 2007 год составляло 1613 чел. Площадь коммуны Эуднедал — 251,03 км², код-идентификатор — 1027.

## История населения коммуны
Население коммуны за последние 60 лет.

Статистика коммуны Эуднедал